# Abraão Zacuto

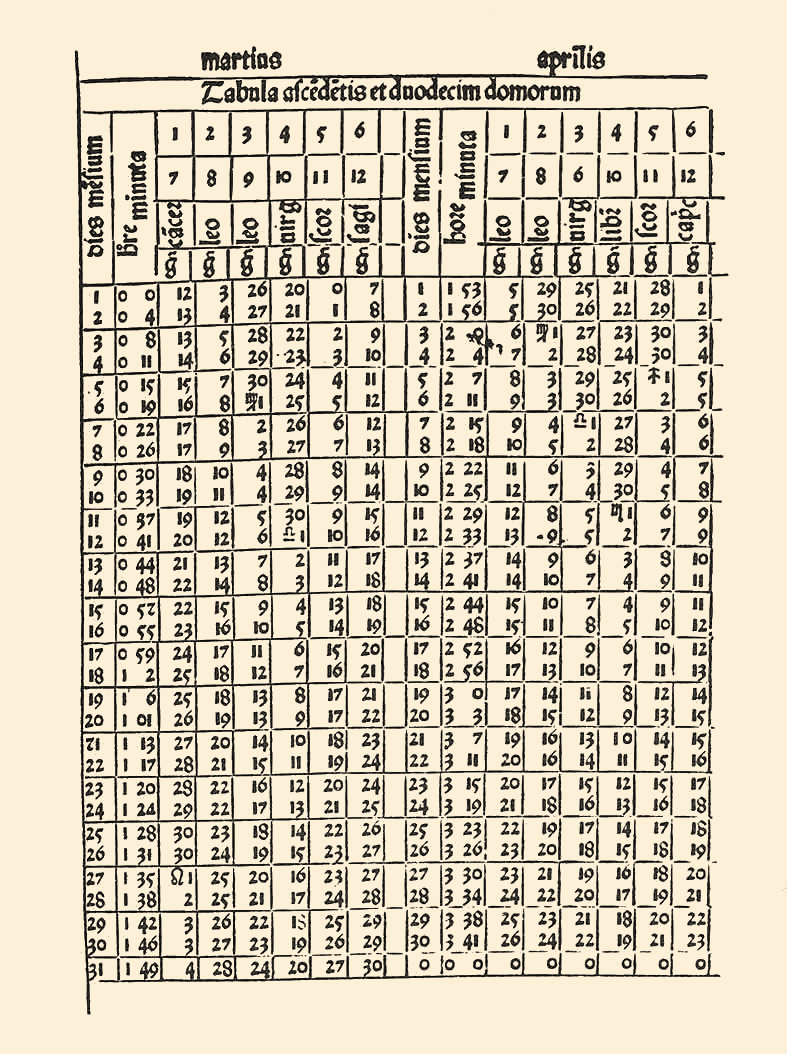
Tábua astronómica do Almanach Perpetuum, obra de Abraão Zacuto sobre astronomia

Abraão ben Samuel Zacuto  ( Salamanca c. 1450 - Damasco c. 1522 foi um astrónomo que serviu na corte do rei D. João II de Portugal.

## Biografia
Zacuto teria nascido em Salamanca em c. 1450. Ali teria estudado e lecionado astronomia e astrologia na Universidade de Salamanca, ainda que haja poucos detalhes sobre sua vida naquela cidade. Quando da expulsão dos judeus de Espanha em 1492, Zacuto refugiou-se em Portugal, sabendo-se que estava a serviço de D. João II em Junho de 1493.
Era já reconhecido como um importante astrónomo antes de chegar a Portugal. No país, seu trabalho foi importante para a ciência náutica. Foi chamado à Corte e nomeado Astrónomo e Historiador Real pelo Rei D. João II, cargo que exerceu até ao reinado de D. Manuel I. Foi consultado por este monarca acerca da possibilidade de uma viagem por mar até à Índia, que apoiou e encorajou.
Mesmo assim, depois de ter acontecido a descoberta do caminho marítimo para a Índia, Zacuto sofreu a expulsão de Portugal, tal como todos os judeus que recusaram se converter ao catolicismo, que era dada através do baptismo, que o rei português impôs aos que aí viviam.
Morreu no Império Otomano c. 1510.

## Obra
Abraão Zacuto foi o autor de um novo e melhorado Astrolábio, que ensinou os navegantes portugueses a utilizar, e também de melhoradas tábuas astronómicas que ajudaram a orientação das caravelas portuguesas no alto-mar, através de cálculos a partir de observações com o Astrolábio.
As suas contribuições salvaram sem dúvida a vida de muitos marinheiros portugueses e permitiriam as descobertas do Brasil e do caminho marítimo para a Índia.
Ainda em Espanha, escreveu e publicou um tratado notável de astronomia em hebraico, com o título Ha-jibbur Ha-gadol.
Publicou na tipografia de Leiria de Abraão de Ortas em 1496 a obra Bi'ur Lu?ot ou em latim Almanach Perpetuum, que viria a ser traduzida em Latim e Castelhano por Mestre José Vizinho. Este livro contém tábuas astronómicas a partir do ano 1473, que foram utilizadas, juntamente com o seu astrolábio melhorado de metal, por Vasco da Gama e Pedro Álvares Cabral nas suas viagens.
Em 1504, na Tunísia, escreveu uma História dos Judeus, Sefer ha-Yu?asin, desde a Criação do Mundo até 1500, e ainda vários tratados astronómicos. Esta História foi muito respeitada e republicada em Cracóvia em 1581, em Amesterdão em 1717, e em Königsberg em 1857. Em Londres foi publicada uma edição também em 1857.